# 桃山镇
桃山镇，是中华人民共和国黑龙江省伊春市铁力市下辖的一个乡镇级行政单位。

## 行政区划
桃山镇下辖以下地区：
政通社区、振兴社区、人和社区、新建村、桃山村、兴旺村、福兴村、长丰村、三合村、新丰村、先锋村、丰收村和庆丰村。